# Jens Tillufsen Bielke
Jens Tillufsen Bielke ( –1559) var en dansk adelsmand.

## Liv og virke
Slægten Bielke synes nærmest at høre hjemme i Skåne. Af denne slægt skrives Thilluf Josephsen 1492-1504 til Gyllarp og Hammerstad og havde med sin hustru, Gunhild Ovesdatter Bing, sønnen Jens, der formentlig blev født kort efter det 16. århundredes begyndelse. Han nævnes første gang i året 1534, da han var i den udvalgte ærkebiskop af Lund Torbern Billes tjeneste. I 1536 underskrev han kong Christian 3.s reces.
I 1537 kom han til Norge med hr. Trud Ulfstand og Christopher Huitfeldt, af hvilke han for sin udviste tjenestes skyld forlenedes med Holms Kloster, der dog snart blev ombyttet med Tuterøens Kloster, som han beholdt til 1556. 1542 blev han også forlenet med Jemtland, som han havde til sin død.
Ikke ret længe efter sin ankomst til Norge blev han gift med en datter af den bekendte fru Ingerd Ottesdatter (Rømer) til Østraat, der da levede som enke efter rigshofmesteren hr. Niels Henriksen (Gyldenløve). Hans hustru hed Lucie Nielsdatter og skulle nogle år tidligere have ægtet sin svoger Niels Lykke, med hvem hun fik en søn. Ægteskabet hindredes imidlertid af hendes familie som stridende mod den katolske kirkes bestemmelser, der betragtede forholdet som "kætteri" (blodskam), en anskuelse, der vel ændredes noget ved reformationen uden dog ganske at tilintetgøres, thi det er formentlig endnu i denne anledning, at ægtefællerne i 1545 erholdt kongeligt beskærmelsesbrev for sig og sine børn samt tilgivelse for al tiltale, som kongen kunne have til dem, lige som de i 1552 fik kongelig stadfæstelse på fru Ingerds breve angående tiende- og fjerdingsgaver til dem efter Norges Lov af gods og penge efter fader og moder samt angående Østraats gård og gods i Ørjens Præstegæld, som hun vist nok allerede flere år forud havde skænket dem, og hvortil Jens Tillufsen i alle fald skrives i året 1540. Dette gods forblev i familien så længe, den opholdt sig i Norge, hvor den i det 17. århundrede var landets anseligste slægt. I 1550 skænkede Jens Tillufsen og hans hustru et spands leje i gården Hellem i Størdalen til underholdning for de fattige i Throndhjems hospital.
Fru Lucie afgik ved døden tillige med sin moder og sin datter ved et forlis på Søvdefjorden på Søndmøre i året 1555, og Jens Tillufsen døde under et ophold i København den 14. oktober 1559 efter, at han nogle dage forud havde erhvervet flere kongelige begunstigelser. Han blev begravet i Nicolai Kirke sammesteds. Når det hedder, at han i året 1540 dræbte kanniken i Throndhjem Jens Olufsen (Bratt), da er dette usikkert: denne døde først 1548, så begivenheden i hvert fald må være forefaldet senere.